# Nullmorphem
Nullmorphem ist ein Begriff der Grammatik, speziell der Morphologie, die sich mit den bedeutungstragenden Bestandteilen von Wörtern, den Morphemen, befasst. Das Wort [du] geh-st z. B. besteht aus zwei Morphemen, die hier in der Form geh- und -st enthalten sind. Auch ein Nullmorphem trägt eine Bedeutung analog zu der Endung -st, markiert diese Bedeutung jedoch nicht durch lautliche Elemente, sondern im Gegenteil durch das Fehlen von Lautmaterial (im Kontrast mit verwandten Formen, die sichtbar markiert sind). Zur Veranschaulichung diene das Flexionsparadigma des Substantivs Mann im Singular, das wie folgt analysiert werden kann:
| (der) Mann            | (Wortstamm + Nominativ Singular) |
| (des) Mannes          | (Wortstamm + Genitiv Singular)   |
| (dem) Mann oder Manne | (Wortstamm + Dativ Singular)     |
| (den) Mann            | (Wortstamm + Akkusativ Singular) |

Hier stellt sich nun folgendes Problem: das Morphem für den Genitiv Singular wird mit -es realisiert; das Morphem für den Dativ Singular mit -e oder als keine Endung. Im Dativ Singular liegen also ein Allomorph -e oder ein Nullallomorph -∅ vor. Für den Nominativ Singular gibt es ebenso wie für den Akkusativ Singular keine eigene Form. Um nun das gesamte Paradigma vollständig morphologisch darstellen zu können, greifen viele Linguisten zu der Notlösung, dass sie für diesen Fall ein Nullmorphem annehmen, das genauso wie das Nullallomorph mit „-∅“ notiert wird. Morphologisch gesehen sieht das Paradigma dann wie folgt aus:
| (der) Mann-∅             | (Wortstamm + Nominativ Singular) |
| (des) Mann-es            | (Wortstamm + Genitiv Singular)   |
| (dem) Mann-e oder Mann-∅ | (Wortstamm + Dativ Singular)     |
| (den) Mann-∅             | (Wortstamm + Akkusativ Singular) |

Damit wird dargestellt, dass die grammatischen Funktionen „Nominativ Singular“ und „Akkusativ Singular“ zwar vorhanden sind, aber der Form nach – morphologisch – nicht realisiert werden. Ein Nullmorphem liegt auch in manchen Pluralformen vor, etwa bei der Wortklasse von Lehrer.

## Zum Status des Nullmorphems
Das Nullmorphem ist also ein Morphem, das weder mündlich noch schriftlich realisiert wird. Dies widerspricht der Tatsache, dass Morpheme als Zeichen definiert sind; d. h. ein Morphem ist eine Einheit, die eine Ausdrucksseite (signifiant) und eine Bedeutung oder grammatische Funktion (signifié) in sich vereint. Ein Nullmorphem ist nun eine Einheit, die zwar auch als Zeichen verstanden wird, aber keine Ausdrucksseite aufweist. Es ist also ein grammatisches Morphem, ein theoretisches Konstrukt, das, um die Systematik der morphologischen Beschreibung zu bewahren und damit die Beschreibung zu vereinfachen, als leere Stelle am Ende eines Grundmorphems angenommen wird, sprachlich aber nicht ausgedrückt wird. Die grammatische Funktion des Nullmorphems ergibt sich aus der semantischen Opposition zwischen der Wortform mit Nullmorphem und den übrigen Wortformen desselben Paradigmas, in denen an Stelle des Nullmorphems Flexions- oder Wortbildungsmorpheme stehen.

## Abgrenzung vom Nullallomorph
Man muss Nullmorpheme deutlich von Nullallomorphen unterscheiden, die immer nur eine Variante eines Morphems ansprechen, das aber noch andere, schriftlich oder mündlich realisierte Allomorphe aufweist. Ein Nullmorphem ist ein Morphem, dessen einziges Allomorph -∅ ist. Dieser Unterschied wird häufig vernachlässigt.

## Problematik des Konzepts Nullmorphem
Während die Annahme eines Nullallomorphs weitgehend als unproblematisch gilt, ist die Annahme eines Nullmorphems umstritten. Anstatt ein Nullmorphem anzusetzen, wird es oft als sinnvoller angesehen, eine Kennzeichnung durch das Fehlen eines Morphems anzunehmen. So kann man z. B. sagen, dass der Singular eines Nomens durch das Fehlen eines Pluralmorphems ausgedrückt wird, was in diesem Fall sinnvoller ist, als ein Nullmorphem am Ende der Singularform anzusetzen. Als weiteren Einwand gegen die Verwendung von Nullmorphemen führen Bergenholtz und Mugdan 1979 an, dass in Sprachen, die längere Ketten von Affixen zulassen, eine unüberschaubare Menge an Nullmorphemen angenommen werden müsste.
Hilfreich können Nullmorpheme auch in der Konjugation sein, um Leerstellen im Flexionsparadigma zu veranschaulichen. Auch in der Wortbildungslehre kommen Nullmorpheme zum Einsatz.

## Nullmorpheme im Deutschen
Im Deutschen kann man die Annahme eines Nullmorphems aus beschreibungstechnischen Gründen in einem ganz bestimmten Fall durchaus rechtfertigen, wie oben bereits am Beispiel von „Mann“ gezeigt wurde:
Das Flexionsschema (Paradigma) z. B. der maskulinen Substantive im Deutschen – hier muss man substantivierte Adjektive ausschließen – hat im Nominativ keine Endung: „der Staat“, im Genitiv in vielen Fällen ein -es: „des Staates“. Wenn man nun die verschiedenen Kasus morphologisch darstellen will, kann man sagen, dass der Genitiv durch die Allomorphe -s („des See-s“), -es etc. realisiert wird; im Gegensatz dazu wird aber der Nominativ nur durch ein einziges Allomorph, nämlich -∅ wiedergegeben: „der Staat-∅“. Auf diese Weise kann man das gesamte Paradigma systematisch morphologisch beschreiben. Diese Überlegung lässt sich sinngemäß auch auf alle anderen Flexionsparadigmen übertragen.
Man sollte sich bei der Annahme von Nullmorphemen aber auf solche Fälle beschränken, in denen in einem Flexionsparadigma vorhandene morphologische Formen in Opposition zu solchen Wortformen stehen, die eine eindeutige grammatische Funktion aufweisen, aber eben ohne die an sich notwendige Ausdrucksseite. Ohne eine solche Beschränkung kann man einem Wort wie Hut eine beliebig komplexe morphologische Struktur aus einem realisierten und beliebig vielen nicht realisierten Morphemen, eben Nullmorphemen, zuweisen; man muss sich nur Bedeutungen für die vielen Nullmorpheme, die man angesetzt hat, einfallen lassen.

## Nullmorpheme in romanischen Sprachen
Nach demselben Prinzip kann man auch in den romanischen Sprachen Nullmorpheme vorsehen. Im Französischen kann beispielsweise das Präsens gegenüber dem Imperfekt durch ein Nullmorphem ausgedrückt sein:
- nous chant-∅-ons – nous chant-i-ons

Im Spanischen kann man beispielsweise im Flexionsschema des Indikativs Präsens ein Nullmorphem ansetzen:
- habl-o, habl-a-mos
- habl-a-s, habl-á-is
- habl-a-∅, habl-a-n

Die dritte Person Singular wird gegenüber -s, -mos, -is und -n durch -∅ ausgedrückt. (Die erste Person Singular zeigt ein für flektierende Sprachen typisches komplexes Morphem.)
Auch in der Wortbildungslehre können im Spanischen Nullmorpheme angenommen werden:
- mov-er (bewegen) > mov-i-miento (die Bewegung)
- luch-ar (kämpfen) > luch-a-∅ (der Kampf)

Im ersten Fall ist das Ableitungssuffix zur Bildung des zugehörigen Substantivs -miento, im zweiten Fall wäre das Suffix -∅, die sogenannte Nullableitung. (Das -a im zweiten Fall ist ein Themenvokal, ein reines Formelement.)